# Vrå Valgmenighedskirke
Vrå Valgmenighedskirke er en valgmenighedskirke i Vrå, opført i 1900 efter tegninger af arkitekt Vejby Christensen. Kirken blev indviet 16. september 1900 og udvidet i 1918 af arkitekt Charles Jensen.
Kirken består nu af skib med to brede korarme samt kor mod øst, alt af hvidkalkede mursten med kalkstensfriser, sokkel af granit. Over vestenden, hvor indgangen er, sidder et rytterspir med klokke.
Alterbillede er af Agnes Smidt, (1874-1952) (Det forestiller en af de kloge jomfruer, billedet er skænket af læge Nikolaj Tuxen, Brønderslev, og det hænger nu på skibets nordvæg). På alteret står en syvarmet lysestage, en kopi af den, som blev skænket Grundtvig ved hans 50-års jubilæum. Kirkegården indviedes i 1913. Her er begravet højskoleforstander Jørgen Terkelsen (død 1931), landbrugsskoleforstander J. Møller Nørgaard (død 1946) og politikeren forfatter Thomas Larsen (død 1944).